# Leszek Golba
Leszek Antoni Golba (ur. 6 czerwca 1959 w Tarnowie) – polski politolog, historyk i polityk, poseł na Sejm I kadencji.

## Życiorys
Syn Edwarda i Stanisławy. W 1979 został absolwentem IV Liceum Ogólnokształcącego w Tarnowie. W 1985 ukończył studia na Wydziale Prawa i Administracji Uniwersytetu Jagiellońskiego, specjalizował się w zakresie politologii i historii. Działacz Konfederacji Polski Niepodległej. Na początku lat 90. był dyrektorem biura poselsko-senatorskiego w rodzinnym mieście.
W wyborach w 1991 uzyskał mandat posła na Sejm I kadencji. Został wybrany w okręgu tarnowskim z listyKPN. Zasiadał w Komisji Administracji i Spraw Wewnętrznych, a także w dwóch podkomisjach.
W latach 1990–1994 był radnym tarnowskiej rady miejskiej. W 2002 bezskutecznie kandydował do sejmiku województwa małopolskiego z ramienia Małopolskiego Forum Kobiet. Wiceprzewodniczący rady charytatywnej Fundacji „Kromka Chleba”.
W 2024 został odznaczony Krzyżem Wolności i Solidarności oraz Krzyżem Kawalerskim Orderu Odrodzenia Polski.